# Ludmyła Kiczenok
Ludmyła Kiczenok (ur. 20 lipca 1992 w Dniepropetrowsku) – ukraińska tenisistka, triumfatorka Wimbledonu 2023 w grze mieszanej, finalistka Australian Open 2024 w grze podwójnej, reprezentantka kraju w Pucharze Billie Jean King.

## Kariera tenisowa
Starty w zawodowych turniejach rozpoczęła w październiku 2006 roku, biorąc udział w kwalifikacjach singla do turnieju ITF, w Podgoricy. Na tym samym turnieju razem ze swoją siostrą, Nadiją Kiczenok, dotarła do finału gry podwójnej. Pierwsze sukcesy odniosła w 2009 roku, wygrywając swoje pierwsze turnieje ITF i to zarówno w grze pojedynczej, jak i podwójnej. W sumie, w swojej karierze wygrała sześć turniejów singlowych i dwadzieścia osiem deblowych tej rangi.
W 2010 i 2012 roku reprezentowała swój kraj w rozgrywkach Pucharu Federacji.
Także w 2010 roku zagrała po raz pierwszy w kwalifikacjach turnieju WTA – w Taszkencie, ale odpadła w drugiej rundzie. Rok później, na tym samym turnieju dotarła wraz z siostrą do finału gry podwójnej. W styczniu 2013 roku wygrała w pierwszej rundzie kwalifikacji do turnieju wielkoszlemowego Australian Open, pokonując w niej Argentynkę Paulę Ormaecheę.
W lutym 2013 roku osiągnęła drugą setkę światowego rankingu WTA, plasując się na 200. miejscu.
Na początku sezonu 2014 razem z siostrą osiągnęły finał zawodów deblowych w Shenzhen, ulegając w nim 3:6, 4:6 parze Monica Niculescu–Klára Zakopalová.
W 2023 roku razem z Mate Paviciem awansowali do spotkania finałowego w ramach rozgrywek mikstowych podczas Wimbledonu, w którym pokonali 6:4, 6:7(9), 6:3 Xu Yifan i Jorana Vliegena.
W zawodach cyklu WTA Tour Ukrainka wygrała dziesięć turniejów w grze podwójnej z dwudziestu jeden rozegranych finałów.

## Historia występów wielkoszlemowych
Legenda
     W, wygrany turniej
     F, przegrana w finale
     SF, przegrana w półfinale
     QF, przegrana w ćwierćfinale
     xR, przegrana w x rundzie
     Qx, przegrana w x rundzie kwalifikacji
     A, brak startu
     NH, turniej nie odbył się

### Występy w grze pojedynczej
| Australian Open        | A | A | A   | A   | A   | A   | A   | Q2  | Q1  | Q1  | A   | A   | A | A | A  | A | A   | 0 / 0 | 0 – 0 |  |  |  |  |  |  |  |
| French Open            | A | A | A   | A   | A   | A   | A   | Q1  | Q1  | A   | A   | A   | A | A | A  | A | A   | 0 / 0 | 0 – 0 |  |  |  |  |  |  |  |
| Wimbledon              | A | A | A   | A   | A   | A   | A   | Q1  | Q2  | A   | A   | A   | A | A | NH | A | A   | 0 / 0 | 0 – 0 |  |  |  |  |  |  |  |
| US Open                | A | A | A   | A   | A   | A   | A   | Q1  | Q1  | A   | A   | A   | A | A | A  | A | A   | 0 / 0 | 0 – 0 |  |  |  |  |  |  |  |
|                        |   |   |     |     |     |     |     |     |     |     |     |     |   |   |    |   |     |       |       |  |  |  |  |  |  |  |
| Ranking na koniec roku | – | – | 718 | 648 | 260 | 363 | 235 | 187 | 184 | 326 | 365 | 873 | – | – | –  | – | 982 | 0 / 0 | 0 – 0 |  |  |  |  |  |  |  |

### Występy w grze podwójnej
| Australian Open        | A | A | A   | A   | A   | A   | A   | A   | A  | 1R | 2R | 1R | 1R | A  | 1R | 3R | 2R | 1R | F  | 3R | 0 / 10 | 11 – 10 |  |  |  |  |  |
| French Open            | A | A | A   | A   | A   | A   | A   | A   | A  | 2R | 2R | 1R | 1R | QF | 1R | 1R | SF | 2R | 2R | 1R | 0 / 11 | 10 – 11 |  |  |  |  |  |
| Wimbledon              | A | A | A   | A   | A   | A   | A   | A   | 2R | 3R | 1R | 3R | 1R | 2R | NH | A  | SF | 1R | QF | 3R | 0 / 10 | 13 – 10 |  |  |  |  |  |
| US Open                | A | A | A   | A   | A   | A   | A   | A   | A  | 2R | 2R | 3R | 3R | QF | 1R | 1R | 3R | 2R | W  |    | 1 / 10 | 18 – 9  |  |  |  |  |  |
|                        |   |   |     |     |     |     |     |     |    |    |    |    |    |    |    |    |    |    |    |    |        |         |  |  |  |  |  |
| Ranking na koniec roku | – | – | 379 | 282 | 162 | 141 | 111 | 116 | 74 | 53 | 68 | 53 | 35 | 41 | 46 | 38 | 9  | 35 | 4  |    | 1 / 41 | 52 – 40 |  |  |  |  |  |

### Występy w grze mieszanej
| Australian Open | A | A | A | A | A | A | A | A | A | A | A | A  | A  | A  | 1R | A  | 2R | 1R | 1R | A  | 0 / 4  | 1 – 4   |  |  |  |  |  |
| French Open     | A | A | A | A | A | A | A | A | A | A | A | A  | A  | 2R | NH | A  | 2R | 2R | 2R | QF | 0 / 5  | 6 – 4   |  |  |  |  |  |
| Wimbledon       | A | A | A | A | A | A | A | A | A | A | A | QF | 2R | A  | NH | 3R | 1R | W  | 2R | A  | 1 / 6  | 11 – 4  |  |  |  |  |  |
| US Open         | A | A | A | A | A | A | A | A | A | A | A | A  | 1R | A  | NH | A  | 1R | 1R | 1R |    | 0 / 4  | 0 – 4   |  |  |  |  |  |
|                 |   |   |   |   |   |   |   |   |   |   |   |    |    |    |    |    |    |    |    |    |        |         |  |  |  |  |  |
|                 |   |   |   |   |   |   |   |   |   |   |   |    |    |    |    |    |    |    |    |    | 1 / 17 | 16 – 16 |  |  |  |  |  |

## Finały turniejów WTA
| Legenda                     | Legenda |
| --------------------------- | ------- |
| Wielki Szlem                |         |
| Igrzyska olimpijskie        |         |
| WTA Tour Championships      |         |
| WTA Elite Trophy            |         |
| 2009 – 2020                 |         |
| WTA Premier Mandatory       |         |
| WTA Premier 5               |         |
| WTA Premier                 |         |
| WTA International Series    |         |
| WTA 125K series (2012–2020) |         |
| od 2021                     |         |
| WTA 1000 (obowiązkowe)      |         |
| WTA 1000 (nieobowiązkowe)   |         |
| WTA 500                     |         |
| WTA 250                     |         |
| WTA 125                     |         |

### Gra podwójna 24 (11–13)
| Końcowy wynik | Nr  | Data                 | Turniej         | Nawierzchnia  | Partnerka        | Przeciwniczki                            | Wynik finału      |
| ------------- | --- | -------------------- | --------------- | ------------- | ---------------- | ---------------------------------------- | ----------------- |
| Finalistka    | 1.  | 17 września 2011     | Taszkent        | Twarda        | Nadija Kiczenok  | Eleni Daniilidu Witalija Djaczenko       | 4:6, 3:6          |
| Finalistka    | 2.  | 4 stycznia 2014      | Shenzhen        | Twarda        | Nadija Kiczenok  | Monica Niculescu Klára Zakopalová        | 3:6, 4:6          |
| Zwyciężczyni  | 1.  | 10 stycznia 2015     | Shenzhen        | Twarda        | Nadija Kiczenok  | Liang Chen Wang Yafan                    | 6:4, 7:6(6)       |
| Zwyciężczyni  | 2.  | 4 sierpnia 2016      | Florianópolis   | Twarda        | Nadija Kiczenok  | Tímea Babos Réka Luca Jani               | 6:3, 6:1          |
| Finalistka    | 3.  | 13 stycznia 2018     | Hobart          | Twarda        | Makoto Ninomiya  | Elise Mertens Demi Schuurs               | 2:6, 2:6          |
| Finalistka    | 4.  | 5 sierpnia 2018      | San Jose        | Twarda        | Nadija Kiczenok  | Latisha Chan Květa Peschke               | 4:6, 1:6          |
| Zwyciężczyni  | 3.  | 4 listopada 2018     | Zhuhai          | Twarda (hala) | Nadija Kiczenok  | Shūko Aoyama Lidzija Marozawa            | 6:4, 3:6, 10–7    |
| Zwyciężczyni  | 4.  | 27 października 2019 | Zhuhai          | Twarda (hala) | Andreja Klepač   | Duan Yingying Yang Zhaoxuan              | 6:3, 6:3          |
| Zwyciężczyni  | 5.  | 13 czerwca 2021      | Nottingham      | Trawiasta     | Makoto Ninomiya  | Caroline Dolehide Storm Sanders          | 6:4, 6:7(3), 10–8 |
| Finalistka    | 5.  | 28 sierpnia 2021     | Chicago         | Twarda        | Makoto Ninomiya  | Nadija Kiczenok Raluca Olaru             | 6:7(6), 7:5, 8–10 |
| Finalistka    | 6.  | 24 października 2021 | Teneryfa        | Twarda        | Marta Kostiuk    | Ulrikke Eikeri Ellen Perez               | 3:6, 3:6          |
| Finalistka    | 7.  | 19 lutego 2022       | Dubaj           | Twarda        | Jeļena Ostapenko | Wieronika Kudiermietowa Elise Mertens    | 1:6, 3:6          |
| Zwyciężczyni  | 6.  | 19 czerwca 2022      | Birmingham      | Trawiasta     | Jeļena Ostapenko | Elise Mertens Zhang Shuai                | walkower          |
| Finalistka    | 8.  | 25 czerwca 2022      | Eastbourne      | Trawiasta     | Jeļena Ostapenko | Aleksandra Krunić Magda Linette          | walkower          |
| Zwyciężczyni  | 7.  | 20 sierpnia 2022     | Cincinnati      | Twarda        | Jeļena Ostapenko | Nicole Melichar-Martinez Ellen Perez     | 7:6(5), 6:3       |
| Zwyciężczyni  | 8.  | 2 października 2022  | Tallinn         | Twarda (hala) | Nadija Kiczenok  | Nicole Melichar-Martinez Laura Siegemund | 7:5, 4:6, 10–7    |
| Finalistka    | 9.  | 17 lutego 2023       | Doha            | Twarda        | Jeļena Ostapenko | Coco Gauff Jessica Pegula                | 4:6, 6:2, 7–10    |
| Zwyciężczyni  | 9.  | 7 stycznia 2024      | Brisbane        | Twarda        | Jeļena Ostapenko | Greet Minnen Heather Watson              | 7:5, 6:2          |
| Finalistka    | 10. | 28 stycznia 2024     | Australian Open | Twarda        | Jeļena Ostapenko | Hsieh Su-wei Elise Mertens               | 1:6, 5:7          |
| Finalistka    | 11. | 7 kwietnia 2024      | Charleston      | Ceglana       | Nadija Kiczenok  | Ashlyn Krueger Sloane Stephens           | 6:1, 3:6, 7–10    |
| Zwyciężczyni  | 10. | 29 czerwca 2024      | Eastbourne      | Trawiasta     | Jeļena Ostapenko | Gabriela Dabrowski Erin Routliffe        | 5:7, 7:6(2), 10–8 |
| Zwyciężczyni  | 11. | 6 września 2024      | US Open         | Twarda        | Jeļena Ostapenko | Kristina Mladenovic Zhang Shuai          | 6:4, 6:3          |
| Finalistka    | 12. | 2 lutego 2025        | Linz            | Twarda (hala) | Nadija Kiczenok  | Tímea Babos Luisa Stefani                | 6:3, 5:7, 4–10    |
| Finalistka    | 13. | 28 czerwca 2025      | Bad Homburg     | Trawiasta     | Ellen Perez      | Hanyu Guo Aleksandra Panowa              | 6:3, 6:7(4), 5–10 |

### Gra mieszana 1 (1–0)
| Końcowy wynik | Nr | Data          | Turniej   | Nawierzchnia | Partner    | Przeciwnicy            | Wynik finału     |
| ------------- | -- | ------------- | --------- | ------------ | ---------- | ---------------------- | ---------------- |
| Zwyciężczyni  | 1. | 13 lipca 2023 | Wimbledon | Trawiasta    | Mate Pavić | Xu Yifan Joran Vliegen | 6:4, 6:7(9), 6:3 |

## Występy w Turnieju Mistrzyń

### W grze podwójnej
| Rok  | Rezultat     | Partnerka        | Przeciwniczki                                                                                      | Wynik                   |
| 2022 | Półfinał     | Jeļena Ostapenko | Barbora Krejčíková Kateřina Siniaková                                                              | 6:7(5), 2:6             |
| 2024 | Faza grupowa | Jeļena Ostapenko | Kateřina Siniaková Taylor Townsend Hsieh Su-wei Elise Mertens Nicole Melichar-Martinez Ellen Perez | 6:3, 3:6, 9–11 1:6, 3:6 |

## Występy w Turnieju WTA Elite Trophy

### W grze podwójnej
| Rok  | Rezultat     | Partnerka       | Przeciwniczki                                             | Wynik                         |
| 2015 | Faza grupowa | Nadija Kiczenok | Liang Chen Wang Yafan Klaudia Jans-Ignacik Andreja Klepač | 7:6(3), 4:6, 6–10 7:6(3), 6:1 |
| 2018 | Zwycięstwo   | Nadija Kiczenok | Shūko Aoyama Lidzija Marozawa                             | 6:3, 4:6, 10–7                |
| 2019 | Zwycięstwo   | Andreja Klepač  | Duan Yingying Yang Zhaoxuan                               | 6:3, 6:3                      |
| 2023 | Faza grupowa | Ulrikke Eikeri  | Miyu Katō Aldila Sutjiadi Wang Xiyu Xu Yifan              | 3:6, 7:6(5), 6–10 3:6, 2:6    |

## Historia występów w turniejach WTA
| W  | = zwycięstwo                   |
| F  | = finał                        |
| SF | = półfinał                     |
| QF | = ćwierćfinał                  |
| xR | = x runda (x – numer rundy)    |
| LQ | = odpadła w kwalifikacjach     |
| A  | = nie uczestniczyła w turnieju |
| NH | = turniej nie odbywał się      |

| a    | Uwzględniono tylko mecze rozegrane w głównej drabince turnieju.                                                                                     |
| b    | Uwzględniono tylko turnieje, w których zawodniczka wystąpiła.                                                                                       |
|      | |
| c    | Statystyki całej kariery uwzględniają wyniki w turniejach WTA, ITF, kwalifikacjach do tych turniejów oraz spotkania rozegrane w Pucharze Federacji. |
|      | |
| Q    | Do turnieju głównego dostała się przez kwalifikacje.                                                                                                |
| P5   | Turniej w danym roku miał rangę WTA Premier 5. |
| P    | Turniej w danym roku miał rangę WTA Premier |
| 1000 | Turniej w danym roku miał rangę WTA 1000. |
| 500  | Turniej w danym roku miał rangę WTA 500. |

### W grze pojedynczej
| Dubaj            | Premier 5/Premier | Kategoria 2   | Kategoria 2   | Kategoria 2   | A             | A             | A             | P             | P             | P             | A             | P             | LQ            | P             | A             | P             | A             | 500           | 0 / 0 | 0 – 0 |
| Doha             | Premier 5/Premier | Kategoria 2   | Kategoria 2   | A             | NH            | NH            | P             | A             | LQ            | A             | P             | A             | P             | A             | P             | A             | 500           | A             | 0 / 0 | 0 – 0 |
| Indian Wells     | Premier Mandatory | A             | A             | A             | A             | A             | A             | A             | A             | A             | A             | A             | A             | A             | A             | NH            | A             | A             | 0 / 0 | 0 – 0 |
| Miami            | Premier Mandatory | A             | A             | A             | A             | A             | A             | A             | A             | A             | A             | A             | A             | A             | A             | NH            | A             | A             | 0 / 0 | 0 – 0 |
| Madryt           | Premier Mandatory | NH            | NH            | NH            | A             | A             | A             | A             | A             | A             | A             | A             | A             | A             | A             | NH            | A             | A             | 0 / 0 | 0 – 0 |
| Rzym             | Premier 5         | A             | A             | A             | A             | A             | A             | A             | A             | A             | A             | A             | A             | A             | A             | A             | A             | A             | 0 / 0 | 0 – 0 |
| Montreal/Toronto | Premier 5         | A             | A             | A             | A             | A             | A             | A             | A             | A             | A             | A             | A             | A             | A             | NH            | LQ            | A             | 0 / 0 | 0 – 0 |
| Cincinnati       | Premier 5         | Kategoria 3   | Kategoria 3   | Kategoria 3   | A             | A             | A             | A             | A             | A             | A             | A             | A             | A             | A             | A             | A             | A             | 0 / 0 | 0 – 0 |
| Guadalajara      | –                 | Nie rozegrano | Nie rozegrano | Nie rozegrano | Nie rozegrano | Nie rozegrano | Nie rozegrano | Nie rozegrano | Nie rozegrano | Nie rozegrano | Nie rozegrano | Nie rozegrano | Nie rozegrano | Nie rozegrano | Nie rozegrano | Nie rozegrano | Nie rozegrano | A             | 0 / 0 | 0 – 0 |
| Tokio/ Wuhan     | Premier 5         | A             | A             | A             | A             | A             | A             | A             | A             | A             | A             | A             | A             | A             | A             | Nie rozegrano | Nie rozegrano | Nie rozegrano | 0 / 0 | 0 – 0 |
| Pekin            | Premier Mandatory | Kategoria 2   | Kategoria 2   | Kategoria 2   | A             | A             | A             | A             | A             | A             | A             | A             | A             | A             | A             | Nie rozegrano | Nie rozegrano | Nie rozegrano | 0 / 0 | 0 – 0 |
|                  |                   |               |               |               |               |               |               |               |               |               |               |               |               |               |               |               |               |               | 0 / 0 | 0 – 0 |

### W grze podwójnej
| Turniej                    | Kategoria w latach 2009–2020 | 2006                       | 2007                       | 2008                       | 2009                       | 2010                       | 2011                       | 2012                       | 2013                       | 2014                       | 2015                       | 2016                       | 2017                       | 2018                       | 2019                       | 2020                       | 2021                       | 2022                       | 2023                       | 2024                       | 2025                       | Tytuły                     | Z–Pa                       |                            |                            |                            |                            |
| Mistrzostwa kończące sezon | Mistrzostwa kończące sezon   | Mistrzostwa kończące sezon | Mistrzostwa kończące sezon | Mistrzostwa kończące sezon | Mistrzostwa kończące sezon | Mistrzostwa kończące sezon | Mistrzostwa kończące sezon | Mistrzostwa kończące sezon | Mistrzostwa kończące sezon | Mistrzostwa kończące sezon | Mistrzostwa kończące sezon | Mistrzostwa kończące sezon | Mistrzostwa kończące sezon | Mistrzostwa kończące sezon | Mistrzostwa kończące sezon | Mistrzostwa kończące sezon | Mistrzostwa kończące sezon | Mistrzostwa kończące sezon | Mistrzostwa kończące sezon | Mistrzostwa kończące sezon | Mistrzostwa kończące sezon | Mistrzostwa kończące sezon | Mistrzostwa kończące sezon | Mistrzostwa kończące sezon | Mistrzostwa kończące sezon | Mistrzostwa kończące sezon | Mistrzostwa kończące sezon |
| -------------------------- | ---------------------------- | -------------------------- | -------------------------- | -------------------------- | -------------------------- | -------------------------- | -------------------------- | -------------------------- | -------------------------- | -------------------------- | -------------------------- | -------------------------- | -------------------------- | -------------------------- | -------------------------- | -------------------------- | -------------------------- | -------------------------- | -------------------------- | -------------------------- | -------------------------- | -------------------------- | -------------------------- | -------------------------- | -------------------------- | -------------------------- | -------------------------- |
| WTA Finals                 | WTA Finals                   | A                          | A                          | A                          | A                          | A                          | A                          | A                          | A                          | A                          | A                          | A                          | A                          | A                          | A                          | NH                         | A                          | SF                         | A                          | RR                         |                            | 0 / 2                      | 1 – 6                      |                            |                            |                            |                            |
| Turnieje WTA 1000          |                              |                            |                            |                            |                            |                            |                            |                            |                            |                            |                            |                            |                            |                            |                            |                            |                            |                            |                            |                            |                            |                            |                            |                            |                            |                            |                            |
| Dubaj                      | Premier 5/Premier            | Kategoria 2                | Kategoria 2                | Kategoria 2                | A                          | A                          | A                          | P                          | P                          | P                          | A                          | P                          | 1R                         | P                          | A                          | P                          | QF                         | 500                        | SF                         | QF                         | 1R                         | 0 / 5                      | 6 – 5                      |                            |                            |                            |                            |
| Doha                       | Premier 5/Premier            | Kategoria 2                | Kategoria 2                | A                          | NH                         | NH                         | P                          | A                          | 1R                         | A                          | P                          | 1R                         | P                          | SF                         | P                          | 2R                         | 500                        | 1R                         | 500                        | 1R                         | 2R                         | 0 / 7                      | 4 – 7                      |                            |                            |                            |                            |
| Indian Wells               | Premier Mandatory            | A                          | A                          | A                          | A                          | A                          | A                          | A                          | A                          | A                          | A                          | A                          | A                          | 1R                         | 2R                         | NH                         | SF                         | 1R                         | 2R                         | QF                         | QF                         | 0 / 7                      | 9 – 7                      |                            |                            |                            |                            |
| Miami                      | Premier Mandatory            | A                          | A                          | A                          | A                          | A                          | A                          | A                          | A                          | A                          | A                          | 1R                         | A                          | QF                         | 2R                         | NH                         | QF                         | 2R                         | QF                         | 1R                         | 2R                         | 0 / 8                      | 8 – 8                      |                            |                            |                            |                            |
| Madryt                     | Premier Mandatory            | NH                         | NH                         | NH                         | A                          | A                          | A                          | A                          | A                          | A                          | A                          | A                          | A                          | 1R                         | 1R                         | NH                         | 1R                         | SF                         | 1R                         | QF                         | QF                         | 0 / 7                      | 7 – 7                      |                            |                            |                            |                            |
| Rzym                       | Premier 5                    | A                          | A                          | A                          | A                          | A                          | A                          | A                          | A                          | A                          | A                          | 1R                         | A                          | 1R                         | 1R                         | 1R                         | 1R                         | A                          | QF                         | QF                         | 2R                         | 0 / 8                      | 4 – 8                      |                            |                            |                            |                            |
| Montreal/Toronto           | Premier 5                    | A                          | A                          | A                          | A                          | A                          | A                          | A                          | A                          | A                          | 1R                         | A                          | QF                         | 2R                         | 1R                         | NH                         | 1R                         | 2R                         | QF                         | 2R                         |                            | 0 / 8                      | 6 – 8                      |                            |                            |                            |                            |
| Cincinnati                 | Premier 5                    | Kategoria 3                | Kategoria 3                | Kategoria 3                | A                          | A                          | A                          | A                          | A                          | A                          | A                          | 1R                         | QF                         | 1R                         | 2R                         | 1R                         | 1R                         | W                          | 2R                         | 2R                         |                            | 1 / 9                      | 9 – 8                      |                            |                            |                            |                            |
| Guadalajara                | –                            | Nie rozegrano              | Nie rozegrano              | Nie rozegrano              | Nie rozegrano              | Nie rozegrano              | Nie rozegrano              | Nie rozegrano              | Nie rozegrano              | Nie rozegrano              | Nie rozegrano              | Nie rozegrano              | Nie rozegrano              | Nie rozegrano              | Nie rozegrano              | Nie rozegrano              | Nie rozegrano              | QF                         | 2R                         | 500                        |                            | 0 / 2                      | 3 – 2                      |                            |                            |                            |                            |
| Tokio/ Wuhan               | Premier 5                    | A                          | A                          | A                          | A                          | A                          | A                          | A                          | A                          | A                          | 2R                         | A                          | 1R                         | 2R                         | 2R                         | Nie rozegrano              | Nie rozegrano              | Nie rozegrano              | Nie rozegrano              | A                          |                            | 0 / 4                      | 3 – 4                      |                            |                            |                            |                            |
| Pekin                      | Premier Mandatory            | A                          | A                          | A                          | A                          | A                          | A                          | A                          | A                          | A                          | 2R                         | A                          | 2R                         | 2R                         | 1R                         | Nie rozegrano              | Nie rozegrano              | Nie rozegrano              | 1R                         | 2R                         |                            | 0 / 6                      | 4 – 6                      |                            |                            |                            |                            |
|                            |                              |                            |                            |                            |                            |                            |                            |                            |                            |                            |                            |                            |                            |                            |                            |                            |                            |                            |                            |                            |                            | 1 / 71                     | 63 – 70                    |                            |                            |                            |                            |

## Finały turniejów ITF
| turnieje z pulą nagród 100 000 $ (W100)  |
| turnieje z pulą nagród 75/80 000 $ (W80) |
| turnieje z pulą nagród 50/60 000 $ (W75) |
| turnieje z pulą nagród 40 000 $ (W50)    |
| turnieje z pulą nagród 25 000 $ (W35)    |
| turnieje z pulą nagród 15 000 $ (W15)    |
| turnieje z pulą nagród 10 000 $          |

### Gra pojedyncza 12 (6–6)
| Rezultat     |    | Data       | Turniej         | ($)    | Naw.            | Przeciwniczka         | Wynik            |
| Zwyciężczyni | 1. | 17/10/2009 | Charków         | 10 000 | Dywanowa (hala) | Nadija Kiczenok       | 6:7(2), 6:3, 6:2 |
| Zwyciężczyni | 2. | 01/11/2009 | Sztokholm       | 10 000 | Twarda (hala)   | Marta Sirotkina       | 6:3, 6:3         |
| Finalistka   | 1. | 15/11/2009 | Mińsk           | 50 000 | Twarda (hala)   | Anna Łapuszczenkowa   | 7:5, 6:7(3), 2:6 |
| Finalistka   | 2. | 04/04/2010 | Chanty-Mansyjsk | 50 000 | Dywanowa (hala) | Anna Łapuszczenkowa   | 2:6, 2:6         |
| Zwyciężczyni | 3. | 22/05/2010 | Charków         | 25 000 | Ceglana         | Elina Switolina       | 6:2, 4:6, 6:1    |
| Zwyciężczyni | 4. | 27/03/2011 | Moskwa          | 25 000 | Twarda (hala)   | Darja Gawriłowa       | 6:2, 6:0         |
| Finalistka   | 3. | 25/03/2012 | Moskwa          | 25 000 | Twarda (hala)   | Margarita Gasparian   | 0:6, krecz       |
| Zwyciężczyni | 5. | 26/05/2012 | Astana          | 25 000 | Twarda          | Lisa Whybourn         | 4:6, 6:4, 6:2    |
| Finalistka   | 4. | 17/06/2012 | Buchara         | 25 000 | Twarda          | Zarina Dijas          | 0:6, 0:6         |
| Finalistka   | 5. | 10/11/2012 | Mińsk           | 25 000 | Twarda (hala)   | Alaksandra Sasnowicz  | 0:6, 6:7(4)      |
| Finalistka   | 6. | 20/07/2013 | Imola           | 25 000 | Dywanowa        | Wiktorija Kan         | 6:3, 5:7, 2:6    |
| Zwyciężczyni | 6. | 18/08/2013 | Kazań           | 50 000 | Twarda          | Walentina Iwachnienko | 6:2, 2:6, 6:2    |

### Gra podwójna 51 (28–23)
| Rezultat     |     | Data       | Turniej             | ($)      | Naw.            | Partnerka           | Przeciwniczki                               | Wynik             |
| Finalistka   | 1.  | 01/10/2006 | Podgorica           | 25 000   | Ceglana         | Nadija Kiczenok     | Josipa Bek Karołina Jowanowić               | 4:6, 7:5, 2:6     |
| Finalistka   | 2.  | 25/05/2007 | Czerkasy            | 10 000   | Ceglana         | Nadija Kiczenok     | Katerina Awdijenko Anna Zaporożanowa        | 6:7(3), 2:6       |
| Finalistka   | 3.  | 03/08/2008 | Dniepropetrowsk     | 50 000   | Ceglana         | Nadija Kiczenok     | Wasilisa Dawydowoj Marija Kondratjewa       | 3:6, 1:6          |
| Finalistka   | 4.  | 29/08/2008 | Bukareszt           | 10 000   | Ceglana         | Nadija Kiczenok     | Laura Ioana Andrei Irina-Camelia Begu       | 2:6, 6:3, 6–10    |
| Finalistka   | 5.  | 29/03/2009 | Moskwa              | 25 000   | Twarda (hala)   | Nadija Kiczenok     | Witalija Djaczenko Kaciaryna Dziehalewicz   | 1:6, 1:6          |
| Finalistka   | 6.  | 23/05/2009 | Charków             | 25 000   | Ceglana         | Nadija Kiczenok     | Łesia Curenko Ksienija Mileuska             | 4:6, 4:6          |
| Zwyciężczyni | 1.  | 13/09/2009 | Alphen aan den Rijn | 25 000   | Ceglana         | Nadija Kiczenok     | Chayenne Ewijk Marlot Meddens               | 6:2, 4:6, 10–8    |
| Zwyciężczyni | 2.  | 16/10/2009 | Charków             | 10 000   | Dywanowa (hala) | Nadija Kiczenok     | Weronika Kapszaj Irina Kuzmina              | 2:6, 6:2, 10–3    |
| Zwyciężczyni | 3.  | 31/10/2009 | Sztokholm           | 10 000   | Twarda (hala)   | Nadija Kiczenok     | Aleksandra Artamonowa Lidzija Marozawa      | 6:3, 6:1          |
| Zwyciężczyni | 4.  | 14/11/2009 | Mińsk               | 50 000   | Twarda (hala)   | Nadija Kiczenok     | Wiesna Manasijewa Jewgienija Rodina         | 6:3, 7:6(7)       |
| Finalistka   | 7.  | 21/11/2009 | Zawada              | 25 000   | Dywanowa (hala) | Nadija Kiczenok     | Ana Jovanović Justine Ozga                  | 4:6, 4:6          |
| Finalistka   | 8.  | 06/02/2010 | Rancho Mirage       | 25 000   | Twarda          | Nadija Kiczenok     | Monique Adamczak Abigail Spears             | 3:6, 4:6          |
| Finalistka   | 9.  | 28/03/2010 | Moskwa              | 25 000   | Twarda (hala)   | Nadija Kiczenok     | Nina Bratczikowa Irena Pavlovic             | 7:6(4), 2:6, 3–10 |
| Finalistka   | 10. | 03/04/2010 | Chanty-Mansyjsk     | 50 000   | Dywanowa (hala) | Nadija Kiczenok     | Aleksandra Panowa Ksienija Pierwak          | 6:7(7), 6:2, 7–10 |
| Zwyciężczyni | 5.  | 08/05/2010 | Charków             | 25 000   | Ceglana         | Nadija Kiczenok     | Kateryna Kozłowa Elina Switolina            | 6:4, 6:2          |
| Finalistka   | 11. | 22/05/2010 | Charków             | 25 000   | Ceglana         | Nadija Kiczenok     | Kateryna Awdijenko Ksienija Mileuska        | 4:6, 2:6          |
| Finalistka   | 12. | 19/06/2010 | Montpellier         | 25 000   | Ceglana         | Amandine Hesse      | Lu Jingjing Laura Siegemund                 | 4:6, 2:6          |
| Finalistka   | 13. | 26/06/2010 | Périgueux           | 25 000   | Ceglana         | Nadija Kiczenok     | Elise Tamaëla Scarlett Werner               | 2:6, 1:6          |
| Zwyciężczyni | 6.  | 10/10/2010 | Limoges             | 25 000   | Twarda (hala)   | Nadija Kiczenok     | Claire Feuerstein Caroline Garcia           | 6:7(5), 6:4, 10–8 |
| Zwyciężczyni | 7.  | 26/03/2011 | Moskwa              | 25 000   | Twarda (hala)   | Nadija Kiczenok     | Aleksandra Panowa Olga Panowa               | 6:3, 6:3          |
| Zwyciężczyni | 8.  | 30/04/2011 | Mińsk               | 25 000   | Twarda (hala)   | Nadija Kiczenok     | Teodora Mirčić Nicole Rottmann              | 6:1, 6:2          |
| Finalistka   | 14. | 04/06/2011 | Przerów             | 25 000   | Ceglana         | Nadija Kiczenok     | Kateřina Kramperová Karolína Plíšková       | 3:6, 4:6          |
| Zwyciężczyni | 9.  | 15/10/2011 | Joué-lès-Tours      | 50 000   | Twarda (hala)   | Nadija Kiczenok     | Irini Jeorgatu Irena Pavlovic               | 6:2, 6:0          |
| Zwyciężczyni | 10. | 05/11/2011 | Stambuł             | 25 000   | Twarda (hala)   | Nadija Kiczenok     | Mervana Jugić-Salkić Ana Vrljić             | 4:6, 6:1, 10–7    |
| Finalistka   | 15. | 22/01/2012 | Stuttgart           | 10 000   | Twarda (hala)   | Nadija Kiczenok     | Paula Kania Ksienija Łykina                 | 4:6, 3:6          |
| Zwyciężczyni | 11. | 19/05/2012 | Fergana             | 25 000   | Twarda          | Nadija Kiczenok     | Albina Khabibulina Anastasija Wasyljewa     | 6:4, 6:1          |
| Zwyciężczyni | 12. | 16/06/2012 | Buchara             | 25 000   | Twarda          | Nadija Kiczenok     | Walentina Iwachnienko Kateryna Kozłowa      | 7:5, 7:5          |
| Zwyciężczyni | 13. | 21/07/2012 | Donieck             | 50 000   | Twarda          | Nadija Kiczenok     | Walentina Iwachnienko Kateryna Kozłowa      | 6:2, 7:5          |
| Finalistka   | 16. | 29/07/2012 | Astana              | 100 000  | Twarda          | Nadija Kiczenok     | Oksana Kalasznikowa Marta Sirotkina         | 6:3, 4:6, 2–10    |
| Finalistka   | 17. | 18/08/2012 | Kazań               | 50 000+H | Twarda          | Nadija Kiczenok     | Walentina Iwachnienko Kateryna Kozłowa      | 4:6, 7:6(6), 4–10 |
| Zwyciężczyni | 14. | 02/11/2012 | Netanja             | 25 000   | Twarda          | Nadija Kiczenok     | Zuzana Luknárová Anna Karolína Schmiedlová  | 6:1, 6:4          |
| Finalistka   | 18. | 09/11/2012 | Mińsk               | 25 000   | Twarda (hala)   | Nadija Kiczenok     | Kaciaryna Dziehalewicz Alaksandra Sasnowicz | 6:1, 2:6, 3–10    |
| Zwyciężczyni | 15. | 16/11/2012 | Helsinki            | 25 000   | Dywanowa (hala) | Nadija Kiczenok     | Iryna Buriaczok Walerija Sołowjowa          | 6:3, 6:3          |
| Finalistka   | 19. | 30/03/2013 | Tallinn             | 25 000   | Twarda (hala)   | Nadija Kiczenok     | Anett Kontaveit Jeļena Ostapenko            | 6:2, 5:7, 0–10    |
| Zwyciężczyni | 16. | 13/07/2013 | Stambuł             | 25 000   | Twarda          | Oksana Kalasznikowa | Alona Fomina Anja Prislan                   | 6:2, 4:6, 10–7    |
| Zwyciężczyni | 17. | 19/07/2013 | Imola               | 25 000   | Dywanowa        | Jeļena Ostapenko    | Katharina Lehnert Alice Matteucci           | 6:4, 3:6, 10–3    |
| Zwyciężczyni | 18. | 27/07/2013 | Astana              | 100 000  | Twarda          | Nadija Kiczenok     | Nina Bratczikowa Walerija Sołowjowa         | 6:2, 6:2          |
| Zwyciężczyni | 19. | 28/09/2013 | Fergana             | 25 000   | Twarda          | Palina Piechawa     | Michaela Hončová Weronika Kapszaj           | 6:4, 6:2          |
| Zwyciężczyni | 20. | 07/11/2013 | Astana              | 25 000   | Twarda (hala)   | Nadija Kiczenok     | Aleksandra Artamonowa Jewgienija Paszkowa   | 6:1, 6:1          |
| Finalistka   | 20. | 15/11/2013 | Dubaj               | 75 000   | Twarda          | Nadija Kiczenok     | Witalija Djaczenko Olha Sawczuk             | 5:7, 1:6          |
| Zwyciężczyni | 21. | 07/03/2014 | Campinas            | 25 000   | Ceglana         | Aleksandra Panowa   | Laura Thorpe Stephanie Vogt                 | 6:1, 6:3          |
| Zwyciężczyni | 22. | 29/03/2014 | Croissy-Beaubourg   | 50 000   | Twarda (hala)   | Margarita Gasparian | Kristina Barrois Eleni Daniilidu            | 6:2, 6:4          |
| Zwyciężczyni | 23. | 31/10/2014 | Nantes              | 50 000   | Twarda (hala)   | Nadija Kiczenok     | Stéphanie Foretz Amandine Hesse             | 6:2, 6:3          |
| Finalistka   | 21. | 15/11/2014 | Dubaj               | 75 000   | Twarda          | Olha Sawczuk        | Witalija Djaczenko Aleksandra Panowa        | 6:3, 2:6, 4–10    |
| Zwyciężczyni | 24. | 21/02/2015 | Kreuzlingen         | 50 000   | Dywanowa (hala) | Nadija Kiczenok     | Stéphanie Foretz Irina Ramialison           | 6:3, 6:3          |
| Zwyciężczyni | 25. | 25/04/2015 | Stambuł             | 50 000   | Twarda          | Nadija Kiczenok     | Walentina Iwachnienko Polina Monowa         | 6:4, 6:3          |
| Zwyciężczyni | 26. | 14/06/2015 | Surbiton            | 50 000   | Trawiasta       | Xenia Knoll         | Tara Moore Nicola Slater                    | 7:6(6), 6:3       |
| Zwyciężczyni | 27. | 19/03/2016 | Irapuato            | 25 000+H | Twarda (hala)   | Nadija Kiczenok     | Akiko Ōmae Prarthana Thombare               | 6:1, 6:4          |
| Finalistka   | 22. | 11/03/2017 | Zhuhai              | 60 000   | Twarda          | Nadija Kiczenok     | Lesley Kerkhove Lidzija Marozawa            | 4:6, 2:6          |
| Zwyciężczyni | 28. | 18/03/2017 | Shenzhen            | 60 000   | Twarda          | Nadija Kiczenok     | Eri Hozumi Walerija Sawinych                | 6:4, 6:4          |
| Finalistka   | 23. | 30/06/2017 | Southsea            | 100 000  | Trawiasta       | Viktorija Golubic   | Shūko Aoyama Yang Zhaoxuan                  | 7:6(7), 3:6, 8–10 |

## Występy w igrzyskach olimpijskich

### Gra podwójna
| Runda                                                                            | Partnerka             | Przeciwniczki                                                          | Wynik             |
| -------------------------------------------------------------------------------- | --------------------- | ---------------------------------------------------------------------- | ----------------- |
|                                                                                  |                       |                                                                        |                   |
| Letnie Igrzyska Olimpijskie w Rio de Janeiro 2016, reprezentując państwo Ukraina |                       |                                                                        |                   |
| I runda                                                                          | Nadija Kiczenok [ITF] | Chiny: Xu Yifan / Zheng Saisai                                         | 0:6, 3:6          |
|                                                                                  |                       |                                                                        |                   |
| Letnie Igrzyska Olimpijskie w Tokio 2020, reprezentując państwo Ukraina          |                       |                                                                        |                   |
| I runda                                                                          | Nadija Kiczenok       | Indie: Sania Mirza / Ankita Raina                                      | 0:6, 7:6(0), 10–8 |
| II runda                                                                         | Nadija Kiczenok       | Włochy: Sara Errani / Jasmine Paolini                                  | 7:6(4), 6:2       |
| Ćwierćfinał                                                                      | Nadija Kiczenok       | Rosyjski Komitet Olimpijski: Wieronika Kudiermietowa / Jelena Wiesnina | 2:6, 1:6          |
|                                                                                  |                       |                                                                        |                   |
| Letnie Igrzyska Olimpijskie w Paryżu 2024, reprezentując państwo Ukraina         |                       |                                                                        |                   |
| I runda                                                                          | Nadija Kiczenok       | Chiny: Wang Xinyu / Zheng Saisai [PR]                                  | 6:1, 6:4          |
| II runda                                                                         | Nadija Kiczenok       | Stany Zjednoczone: Danielle Collins / Desirae Krawczyk [4]             | 3:6, 6:4, 10–7    |
| Ćwierćfinał                                                                      | Nadija Kiczenok       | Hiszpania: Cristina Bucșa / Sara Sorribes Tormo [8]                    | 3:6, 6:2, 10–12   |